# Fließ
 Fließ is een gemeente in het district Landeck in de Oostenrijkse deelstaat Tirol. De gemeente ligt in het Natuurpark Kaunergrat.
Het hoofddorp Fließ ligt enkele kilometers ten zuidoosten van Landeck in het Oberes Gericht op een plateau dat ongeveer 200 meter hoger dan het Oberinntal ligt. Het ligt aan de voet van de Krahberg, die bij het Venetmassief hoort.
Tot de gemeente behoort verder een groot aantal kernen gelegen op de hellingen aan beide zijden van het Inndal, te weten Bidenegg, Blumenegg, Altenzoll, Bannholz, Egg, Karle, Rechern, Gretlern, Trojen, Hochgallmigg, Kellerle, Obere Häuser, Niedergallmigg m. Bichl, Fassern, Kraxnerloch, Lenzerebene, Loch, Brosgen, Retigen Runs, Runserau, Schützen, Stapfen, Urgener Au, Zöbele, Piller m. Beckenhof, Brückenkopf, Fuchsmoos, Harbe, Infang, Lachwies, Mühlboden (Pillermühle) Mü, Neu-Amerika, Oberpiller, Taschen, Windschnurn, Puschlin, Sonnenberg m. Bach, Bannholz, Dietrich, Egg, Filen (Eichholz), Fließerau, Gigele, Nesselgarten, Hinterstrengen, Hofstatt, Karle (Eichholz), Lasummes, Oberstrengen, Purtschern, Rafein (Eichholz), Rechern, St. Georgen, Schatzen (Unterschatzen), Schatzer Berg (Oberschatzen), Schnatz, Schwaighof, Spils, Altenzoll, Neuer Zoll, Siedlung en Urgen.
Archeologisch onderzoek heeft uitgewezen dat Fließ in de Romeinse tijd een belangrijke rustplaats vormde langs de Via Claudia Augusta. Het dorp beschikt over de oudste kerk in de regio, waarvan een deel van de fundamenten stamt uit de 6e eeuw. In 1933 brandde een groot deel van het dorp af, waarna het dorp opnieuw opgebouwd en ingericht werd. Een deel van de oude gebouwen hebben de tand des tijds doorstaan. Zo staat in het dorp de barok-klassieke Barbarakirche uit 1804 en een gotische parochiekerk met een barokaltaar. Verder is in het dorp een archeologisch museum te bezichtigen. Het kasteel Bideneck bestaat sinds ongeveer 1200 en is toegankelijk voor publiek.
De gemeente heeft een gezamenlijk skigebied met Landeck.